# Monterey, Mosman
Monterey es un conjunto residencial de apartamentos declarado patrimonio histórico ubicado en 1 Avenue Road, Mosman, en el área de gobierno local del Consejo de Mosman de Nueva Gales del Sur, Australia. Fue construido entre 1900 y 1901. También se conoce como el conjunto residencial Monterey. Fue inscrito en el Registro del Patrimonio Estatal de Nueva Gales del Sur el 2 de abril de 1999. 

## Historia

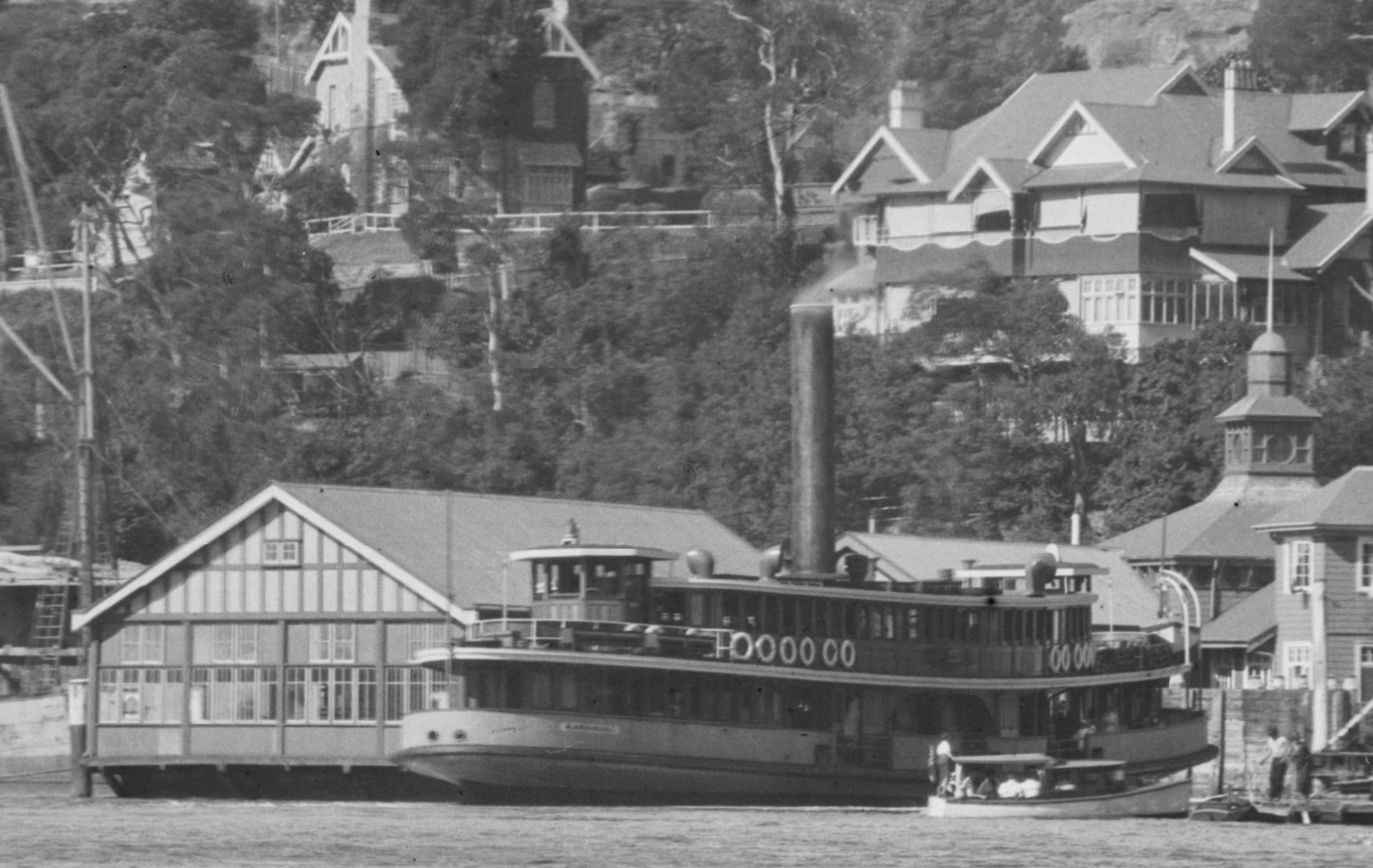
Monterey (arriba a la derecha) en 1917 con el ferry Kanangra en el muelle de Mosman Bay

Aunque ahora es un bloque de apartamentos, Monterey se construyó alrededor de 1900-1901 como una gran residencia para un cirujano local. Fue adquirido en estado de abandono por el Sr. W. Baker, quien lo restauró para usarlo como restaurante y hotel privado. Más recientemente, ha recuperado su función residencial.  

## Descripcion

### Ubicación y ambientación
Monterey es un destacado punto de referencia en Mosman. Su escala, verticalidad, estilo y ubicación en la ladera, entre palmeras maduras, contribuyen sustancialmente al carácter de la bahía de Mosman. Ubicado en un lugar destacado sobre el promontorio, justo encima del muelle de Mosman, Monterey es un impresionante elemento de tres pisos en el paisaje urbano, y probablemente el ejemplo más espectacular de este estilo en Sídney.  

### Edificio
Su tratamiento arquitectónico variado pero armonioso es característico del estilo Federación Reina Ana, pero aquí el gran tamaño del edificio y los matices del estilo Shingle americano añaden importancia.  
Federación Reina Ana, con un bloque de apartamentos de estilo tejas americanas. La planta baja está revestida de arenisca y las dos plantas superiores son de ladrillo visto. El edificio presenta muchas características del estilo Federación Reina Ana: un complejo tejado asimétrico de tejas a cuatro aguas, con hastiales de tejas y acristalamiento con vidrieras emplomadas . 
El conjunto de galería de tres pisos tiene tramos sostenidos por postes individuales y pareados, los dos pisos inferiores con balaustres abiertos y el nivel superior con delantales de tejas ensanchadas rematados con balaustres. La fenestración consta de miradores con ménsulas, ventanales facetados y una serie de ventanas abatibles de varios paneles. Las tejas colgadas en la pared le dan al diseño un aire de teja americana. El jardín en terrazas incluye un par de palmeras Washingtonia muy altas y de fuste. Varias Washingtonias y una Livistona en los terrenos vecinos enmarcan la casa. Bajo el jardín, el muro de contención de arenisca de la fachada principal ha sido atravesado por siete entradas arqueadas a los garajes.  

### Condición
Al 27 de octubre de 2016, todo el complejo parece estar en excelentes condiciones.

## Listado de patrimonio
Monterey, apartamentos residenciales fue incluido en el Registro del Patrimonio del Estado de Nueva Gales del Sur el 2 de abril de 1999. 